# یانیک مایر
یانیک مایر (انگلیسی: Yannick Mayer؛ زادهٔ ۱۵ فوریهٔ ۱۹۹۱ ‏(۳۴ سال)) دوچرخه‌سوار اهل آلمان است.